# C.C. DeVille
Bruce Anthony Johannesson, också känd som C.C. DeVille, född 14 maj 1962 i Brooklyn i New York, är en amerikansk musiker, mest känd som gitarrist för glamrockbandet Poison.

## Diskografi (urval)
Solo
- 1993 – "Hey, Good Lookin' " (från sondtracket till Son in Law, med Spike från The Quireboys)

Med Samantha 7
- 2000 – Samantha 7

Med Poison
- 1986 – Look What the Cat Dragged In
- 1988 – Open Up and Say... Ahh!
- 1990 – Flesh & Blood
- 1991 – Swallow This Live (livealbum)
- 2000 – Power to the People (livealbum)
- 2002 – Hollyweird
- 2003 – Best of Ballads & Blues (samlingsalbum)
- 2006 – The Best of Poison: 20 Years of Rock (samlingsalbum)
- 2007 – Poison'd! (coveralbum)
- 2008 – Live, Raw & Uncut (livealbum)
- 2011 – Double Dose: Ultimate Hits (samlingsalbum)

Med Bret Michaels
- 1998 – A Letter from Death Row (soundtrackalbum)
- 2003 – Songs of Life